# Saline royale d'Arc-et-Senans
La saline royale d'Arc-et-Senans est une ancienne saline (production industrielle de sel, « or blanc » ou sel gemme / halite) du XVIIIe siècle en activité jusqu'en 1895, construite à Arc-et-Senans dans le Doubs en Franche-Comté. Implantée près de la forêt de Chaux, elle  porte aussi  le nom de saline royale de Chaux. Elle compte  parmi les plus importantes salines d'Europe de son époque, et est construite par l'architecte Claude-Nicolas Ledoux sous le règne du roi Louis XV pour transformer la saumure, extraite aux salines de Salins-les-Bains (voir histoire du sel du Jura), transférée jusqu'à Arc-et-Senans par un saumoduc de 21 km.

## Histoire

### Le contexte auXVIIIesiècle
À cette époque, le sel était utilisé pour la conservation de certains aliments comme la viande ou le poisson. C'était donc à ce titre une denrée essentielle. Un impôt basé sur sa consommation, la gabelle, était perçu par la ferme générale. La Franche-Comté était une région relativement riche en gisements de sel gemme dans son sous-sol. En conséquence, on trouvait de nombreux puits salés dont on extrayait le sel par ébullition dans des chaudières chauffées au bois. On trouvait à l'époque de nombreux puits à Salins-les-Bains et à Montmorot. On avait construit les chaudières près de ces puits et l'on amenait le bois des forêts voisines. Cependant, après de nombreuses années d'exploitation, ces forêts s'appauvrissaient de plus en plus rapidement, et le combustible devait en conséquence parcourir des distances de plus en plus importantes pour être acheminé, ce qui coûtait de plus en plus d'argent. De plus, au fil des années, la teneur en sel de la saumure diminuait. Durant une période, les experts du Roi (notamment les salinistes) cherchèrent même à exploiter les « petites eaux », mais ceci fut stoppé par un arrêt du conseil du Roi en avril 1773. Enfin, la construction d'un bâtiment de graduation était impossible, du fait de la position de Salins-les-Bains dans un vallon, ce qui n'était pas adéquat.

### La construction et sa décision
Claude-Nicolas Ledoux est nommé « Commissaire aux salines de Lorraine et de Franche-Comté » le 20 septembre 1771 par Louis XV. En 1773, Mme du Barry appuie sa nomination en tant que membre de l'Académie royale d'architecture, ce qui permet à Claude-Nicolas Ledoux de porter le titre  d'Architecte du Roi, car il était déjà auparavant architecte de la Ferme générale. C'est ainsi que la construction de la saline royale d'Arc-et-Senans lui est confiée.
En tant que commissaire, il a pour mission d'inspecter les différentes salines de l'est de la France. Ceci lui permettra de se forger une opinion quant à la physionomie d'une usine efficace. Cette réflexion lui permit de mettre sur pied un premier projet, avant même que Louis XV ne lui en fasse la demande. Il s'inspira sans doute des autres salines de la région, et en particulier celles de Salins-les-Bains et Lons-le-Saunier.

#### Le premier projet

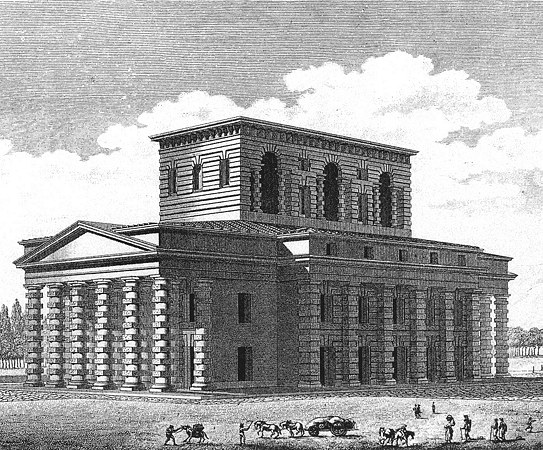
Projet initial.

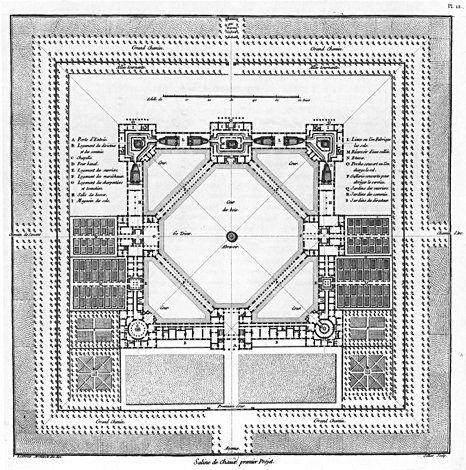
Plan du premier projet proposé par Ledoux en avril 1774 et refusé par le roi. Planche 12 de « L'architecture considérée sous le rapport de l'art, des mœurs et de la législation », Paris, 1804.

Avant même de recevoir une demande de la part du roi, Ledoux planche sur un projet de saline. Il n'a aucune idée de la topographie du lieu où cette saline serait réalisée, ni aucune indication. Il laisse donc libre cours à son imagination, n'ayant pas à s'affranchir de quelconques difficultés. Ce projet sera présenté en avril 1774 au roi Louis XV.
Ledoux voit grand dans ce premier projet : c'est un projet ambitieux, novateur et rompant avec les constructions traditionnelles. En effet, auparavant, les constructions et les bâtiments ne sont pas liés, ils sont construits de manière éparse. Ledoux rompt en mettant en place un projet fait d'une géométrie implacable : l'enceinte est organisée autour d'une immense place carrée. Les différents bâtiments sont placés tout autour de cette cour, reliés par des portiques. Ainsi, il n'y a en quelque sorte qu'un unique bâtiment. De même, afin « d'accélérer les services », la cour est découpée en diagonale par des galeries couvertes, formant une circulation abritée de forme octogonale. Les bâtiments devaient être faits de nombreuses colonnes, ainsi que les galeries couvertes qui devaient être soutenues par 144 colonnes doriques.
La cour carrée centrale était destinée au stockage du bois de chauffe de la saline. On pouvait trouver au niveau des coins et au centre de chacun des côtés des pavillons carrés de deux étages. Ils abritaient les fonctions vitales et nécessaires au fonctionnement de la saline : corps de garde, chapelle et boulangerie devant ; ateliers des maréchaux-ferrants et tonneliers se trouvaient sur les ailes; et enfin la fabrique se trouvait au fond. Il y avait aussi des jardins tout autour de la manufacture, destinés à apporter un complément de salaire aux employés, ainsi qu'une imposante muraille afin de protéger la saline des vols.
C'est justement cette vision grandiose et luxueuse qui mènera ce projet à l'échec : aucun bâtiment industriel de l'époque n'était si imposant, ce qui étonnait les contemporains de Ledoux. Le roi refuse le projet, en précisant : « Pourquoi tant de colonnes, elles ne conviennent qu'aux temples et aux palais des rois ». De même, il était choquant à l'époque de placer une chapelle dans un coin.
Plus tard, Ledoux fit une autocritique de ce projet : il s'est surtout appesanti sur « les besoins et les convenances d'une usine productive », au détriment du symbolisme. Le projet présente une symétrie bilatérale, ce qui est relativement plat et uniforme, au détriment d'une symbolique de masse, beaucoup plus marquée.
Le plan était globalement calqué sur les habitations communautaires classiques de l'époque : hôpitaux, couvents, grandes fermes… De plus, un plan carré avait des défauts mis en avant dès l'Antiquité par l'architecte Vitruve : un tel plan favorisait la propagation des incendies, était relativement peu hygiénique et la cour avait forcément une de ses parties ombragée au cours de la journée.

Il fut aussi reproché à Ledoux que le projet ne répondait pas aux contraintes géographiques et géologiques, ce à quoi il répondit : 

« Un prospectus dicté par des agents subalternes, qui préparent l'obscurité des décisions, avait circonscrit le travail. Tel est le despotisme des délégués de Plutus, ils passent une partie du jour à tailler leurs plumes, l'autre à neutraliser l'encre qu'elles contiennent. »

#### La décision officielle

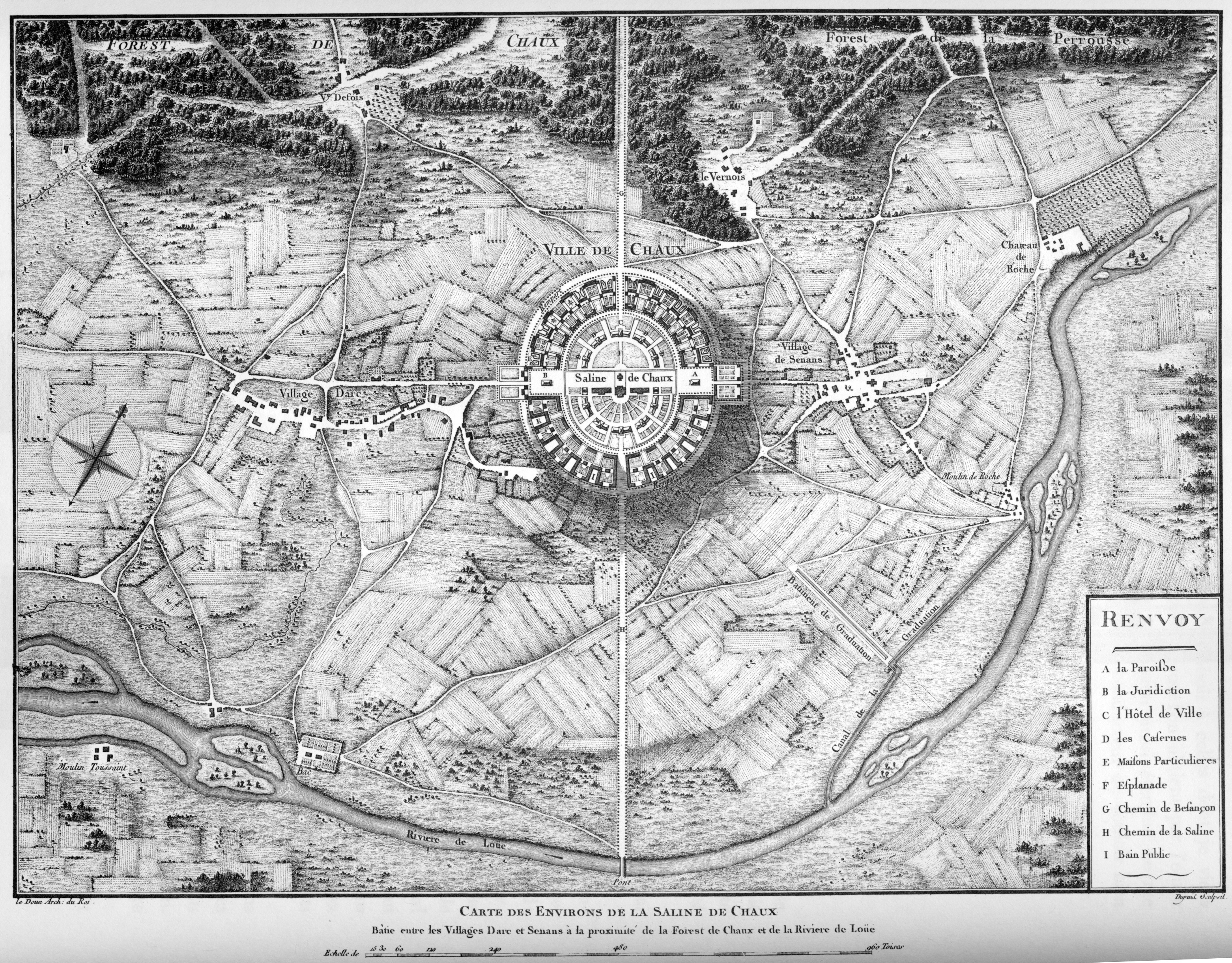
Carte générale des environs de la Saline de Chaux. Planche 14 de « L'architecture considérée sous le rapport de l'art, des mœurs et de la législation », Paris, 1804.

La décision de construire la nouvelle saline fut prise par un arrêt du Conseil du 29 avril 1773. Le lieu de la construction de la saline fut défini par une commission technique désignée par la ferme générale : ce sera entre les villages d'Arc et de Senans. Ce site présentait plusieurs intérêts : c'était une plaine dégagée, située à proximité de la Loue et de la forêt royale de Chaux, forêt de plus de 40 000 arpents. De plus, il se trouvait au centre du continent : il pouvait communiquer avec la Méditerranée par le canal de Dole, et avec la mer du Nord et le port d'Anvers par le Rhin. Enfin, la Suisse était relativement proche, ce qui était à l'époque un atout important du fait de la forte demande de ce pays en sel.
Le projet prévoyait la production d'environ 60 000 quintaux de sel par an, ce qui représentait environ 100 000 tonnes d'eau à évaporer par an à raison d'une concentration de 30 grammes de sel par litre de saumure.
Le projet d'édification fut validé par Louis XV le 27 avril 1774, peu de temps avant sa mort, le 10 mai 1774. En 1773, le roi, en quête d'argent, fait entrer dans la « Manutention générale des Salines » une société d'entrepreneurs à laquelle il fut accordé une autorisation d'exploitation de 24 ans. Cette société, dirigée par Jean-Roux Monclar, avait des volontés financières et donc de rentabilité. C'est ainsi que l'entrepreneur refusa le premier projet proposé par Ledoux. Le projet d'édification approuvé par le roi confiait donc et le financement et la construction de la saline à l'entrepreneur Jean-Roux Monclar, en échange de l'autorisation d'exploitation qui lui fut accordée. Claude-Nicolas Ledoux profita de la remise en cause de son premier projet pour en présenter un second profondément différent baptisé "Ville de Chaux". Cette fois les locaux industriels forment un cercle dont un diamètre (370 m) est constitué de deux rangées parallèles de bâtiments administratifs.
Le plan-masse du projet fut signé par Philibert Trudaine le 28 octobre 1774.

#### La construction
Les archives ne nous renseignent que très mal sur le chantier et la construction de la saline. L'acquisition des terrains et les terrassements se firent peu de temps après.
La première pierre fut posée lors d'une cérémonie le 15 avril 1775, jour du samedi saint, et les travaux se poursuivirent jusqu'en 1779. Ceci indiquait donc, comme le veut la coutume, que le gros œuvre et les fondations étaient déjà établis.
Le gros œuvre fut rapidement réalisé pour une moitié du cercle, et les premiers essais de fabrication commencèrent dès l'automne 1778, avant même l'achèvement des intérieurs.
Comme le stipulait le contrat passé entre M. Monclar et la ferme générale, l'exploitation de la saline commença en 1779.
Le réseau routier alentour fut étudié par de jeunes stagiaires envoyés sur place par l'École nationale des ponts et chaussées. La route reliant les villages d'Arc et de Senans fut lentement empierrée par une main-d'œuvre corvéable à merci. De plus, comme cette route assurait d'importants débouchés vers la Suisse, l'entrepreneur Monclar mit à la disposition des ponts et chaussées les terrassiers de la saline durant les mois d'hiver. D'après le fermier général Haudry, les dépenses étaient doubles par rapport aux prévisions dès 1778.

### La vie de la saline
En 1790, elle intègre la régie nationale des Salines domaniales de l'Est possède le monopole de l'exploitation du sel gemme de Franche-Comté. En 1840, le marché du sel est libéralisé et la saline est vendue aux enchères en 1843. Le projet de rachat et de regroupement des trois salines de Montmorot, Salins-les-Bains et Arc-et-Senans en une Société anonyme des anciennes salines royales de l’Est par Jean-Marie de Grimaldi avec des capitaux espagnols est refusée par le Conseil d'État en 1847 en 1855, craignant une monopolisation du marché privé. En 1862, la Société anonyme des anciennes salines domaniales de l'Est voit finalement le jour et forme avec d'autres sociétés le cartel du « syndicat de Nancy » qui achète la saline royale d'Arc-et-Senans.

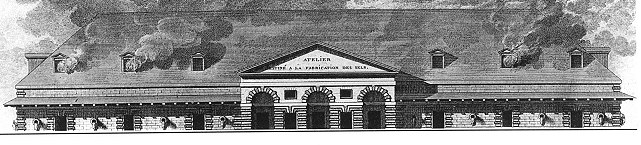
Atelier de fabrication en fonctionnement.

### La vie après le sel
L'activité périclite, car le rendement n'est pas celui escompté. La concurrence du sel marin acheminé par chemin de fer et la pollution du puits alimentant le village d'Arc amènent la fermeture de la saline en 1895, qui n'est plus entretenue. Les bâtiments des ouvriers sont loués (une trentaine de familles y vivent encore en 1926). Un incendie se déclare le 10 août 1918 dans la maison du directeur, frappée par la foudre, détruisant le toit et les parties en bois de l'intérieur.
En 1923, les Beaux-Arts émettent le vœu de voir classés aux monuments historiques de la région le pavillon central et le portail d'entrée. Après une longue instruction, une décision favorable est rendue le 30 novembre 1926 par la commission des Monuments. La société des Salines de l'Est, alors propriétaire de la saline, ne voit pas d'un bon œil cette proposition. Le 29 avril 1926, sous prétexte qu'il présente une menace pour les habitants, le péristyle de la maison du directeur est dynamité. En sus, de nombreux arbres séculaires de l'esplanade sont rasés.
Le 10 juin 1927, le département du Doubs fait l'acquisition de la saline pour en faire un haras et entreprend sa restauration en 1930.
La saline a abrité durant l'année 1939 un camp de réfugiés républicains espagnols. De même, en octobre 1939, après le début de la Seconde Guerre mondiale, une batterie de DCA est installée dans la cour et des troupes du génie logent dans les bâtiments.
C'est le 20 février 1940 que l'arrêté classant la saline et son mur d'enceinte aux monuments historiques est publié au journal officiel.
Après juin 1940, la saline se trouve du côté allemand de la ligne de démarcation et des troupes continuent d'y séjourner. À la suite d'un ordre donné, en mai 1941, par la Feldkommandantur de Besançon, un camp d'internement des nomades de la région est installé, par les autorités françaises, dans la forêt de Chaux (de juin à septembre 1941), puis transféré à la saline, de septembre 1941 à septembre 1943,. Au cours de l'hiver 1944-1945, le site sert de camp de prisonniers de guerre allemands.
Il y eut ensuite une vaste campagne de presse menée par des artistes, journalistes et écrivains de la région afin d'alerter l'opinion publique et les autorités de l'urgence de sauvegarder ce site,.
En 1965, Marcel Bluwal utilisa la maison du directeur comme décor pour la tombe du Commandeur dans son adaptation télévisée du Dom Juan de Molière. Michel Piccoli incarnait Don Juan et Claude Brasseur interprétait Sganarelle.
Depuis 1973, la saline royale, Institut Claude-Nicolas Ledoux, est membre du réseau européen des centres culturels de rencontre.
En 1982, la saline fut inscrite sur  la liste du Patrimoine mondial de l'Humanité par l'Unesco. Depuis le 27 juin 2009, les Salines de Salins-les-Bains ont rejoint la saline royale sur la liste du Patrimoine mondial de l'Unesco.
Aujourd'hui, largement ouverte au public, elle est gérée par un établissement public de coopération culturelle (EPCC). La saline abrite, entre autres :
- dans le bâtiment des Tonneliers, le musée Ledoux qui présente de nombreuses maquettes, des œuvres à la rondeur futuriste, dont beaucoup ne furent jamais réalisées.
- dans les bâtiments des sels, des expositions temporaires

Le 23 juillet 2016, la saline accueille près de 19 000 spectateurs, pour un concert  du guitariste de Pink Floyd, David Gilmour.
Depuis 2020, dans le cadre du projet « Appel à manifestations d'intérêt (AMI) de l’Etat français pour investir dans des projets innovants de valorisation de la culture et du patrimoine par le numérique », l'académie musicale internationale « Saline Royale Academy », y organise chaque année des sessions on-line de master-class filmées de musique classique et baroque. En juin 2023, le vaste espace intérieur de la berne de l'ouest est reconverti en « centre des lumières » pour y projeter des films sur les sites inscrits au patrimoine mondial.
La ligne ferroviaire Besançon - Bourg-en-Bresse passe juste à côté de la saline. La gare d'Arc-et-Senans se trouve à quelques dizaines de mètres.

## Architecture

### Le saumoduc
Afin d'approvisionner la saline en « petites eaux » depuis les puits de Salins-les-Bains, un saumoduc fut construit. Il formait une double canalisation en sapin, longue de 21,25 kilomètres, qui traversait collines, routes et forêts, en suivant le cours de la Furieuse et de la Loue. Cette canalisation était enterrée afin de la rendre moins vulnérable aux dégâts du temps, du gel et des pillards.
Afin de le sécuriser plus fortement, 10 postes de garde furent construits le long du tracé du saumoduc, formant ainsi le « chemin des gabelous ». L'écoulement et la teneur en sel de la saumure étaient mesurés à chaque poste, et les résultats étaient relevés chaque samedi et portés à la saline. Les gabelous étaient à l'époque des douaniers responsables du commerce du sel, et donc responsable de la gabelle. Ils devaient faire face à des « faux-sauniers », qui perçaient les canalisations afin de récupérer une partie du liquide chargé de sel.
Le saumoduc suivait la déclivité du terrain (104 mètres de dénivelé), et était formé par des troncs de sapins taillés en forme de crayons pour s'emboîter facilement, et dont le cœur avait été évidé à l'aide d'une tarière. Les sapins furent choisis du fait de leur grande taille, et aussi du fait de la relative tendreté de leur cœur. Ces troncs de sapins évidés étaient appelés « bourneaux ». L'emboîtement des troncs évidés entre eux devait être solidifié grâce à l'usage de « frettes » en fer. Malgré les nombreux travaux effectués sans interruption sur le saumoduc, de nombreuses fissures apparaissaient, cause de nombreuses fuites (les coûteux travaux étaient effectués sur l'une des canalisations pendant que l'autre assurait le transport de la saumure). Les fuites étaient estimées à 30 %. Ainsi, des 135 000 litres de saumure envoyés quotidiennement depuis Salins, une partie non négligeable était perdue. À partir de 1788, les conduits en bois étaient progressivement remplacés par des conduits en fonte. On trouve encore aujourd'hui le long de ce chemin le poste de la Petite Chaumière, le deuxième après Salins-les-Bains.

### Les bâtiments
On distingue le bâtiment dit « de graduation » (détruit) situé à huit cents mètres de l'ensemble industriel. Celui-ci, protégé par une enceinte, est constitué de onze bâtiments indépendants formant un demi-cercle autour de la grande cour des bois

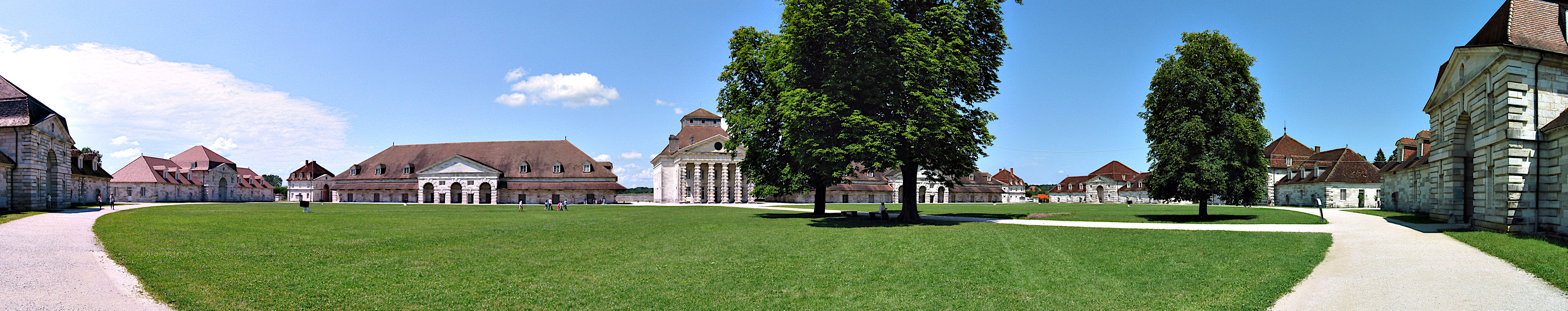
Panorama.

#### Le bâtiment de graduation et le bassin

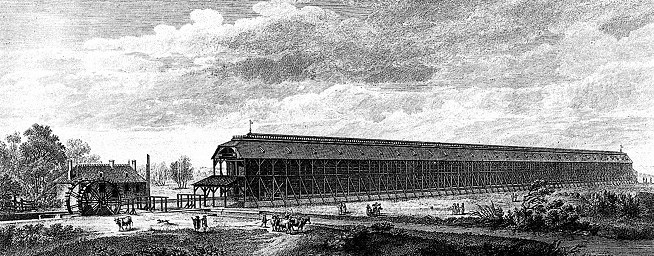
Vue du bâtiment de graduation de la Saline de Chaux. Planche 9 de « L'architecture considérée sous le rapport de l'art, des mœurs et de la législation », Paris, 1804.

Le bâtiment de graduation a été détruit en 1920. Il avait pour objectif à l'époque d'augmenter la concentration en sel de la saumure par évaporation. Il était à l'époque formé d'une immense ossature ouverte en bois, longue de 496 mètres, haute de 7 mètres, ce qui permettait le passage du vent. On trouvait à 5 mètres de hauteur un tuyau percé de trous qui laissait s'échapper l'eau salée qui pouvait alors se répandre sur de très nombreux fagots d'épines. Une évaporation avait alors lieu et était facilitée par le passage du vent. Chaque goutte de saumure était alors collectée par un madrier de sapin rainuré légèrement penché. Ce procédé était répété plusieurs fois afin d'augmenter la salinité de la saumure jusqu'à obtenir une salinité d'environ 24 degrés. La saumure était alors dirigée dans un immense bassin de 5 mètres de profondeur et d'une capacité de 200 000 litres (soit 200 m3). Ce bassin était recouvert d'une couverte de 2 000 m3, et était accompagné d'un poste de garde.

#### Le bâtiment d'entrée

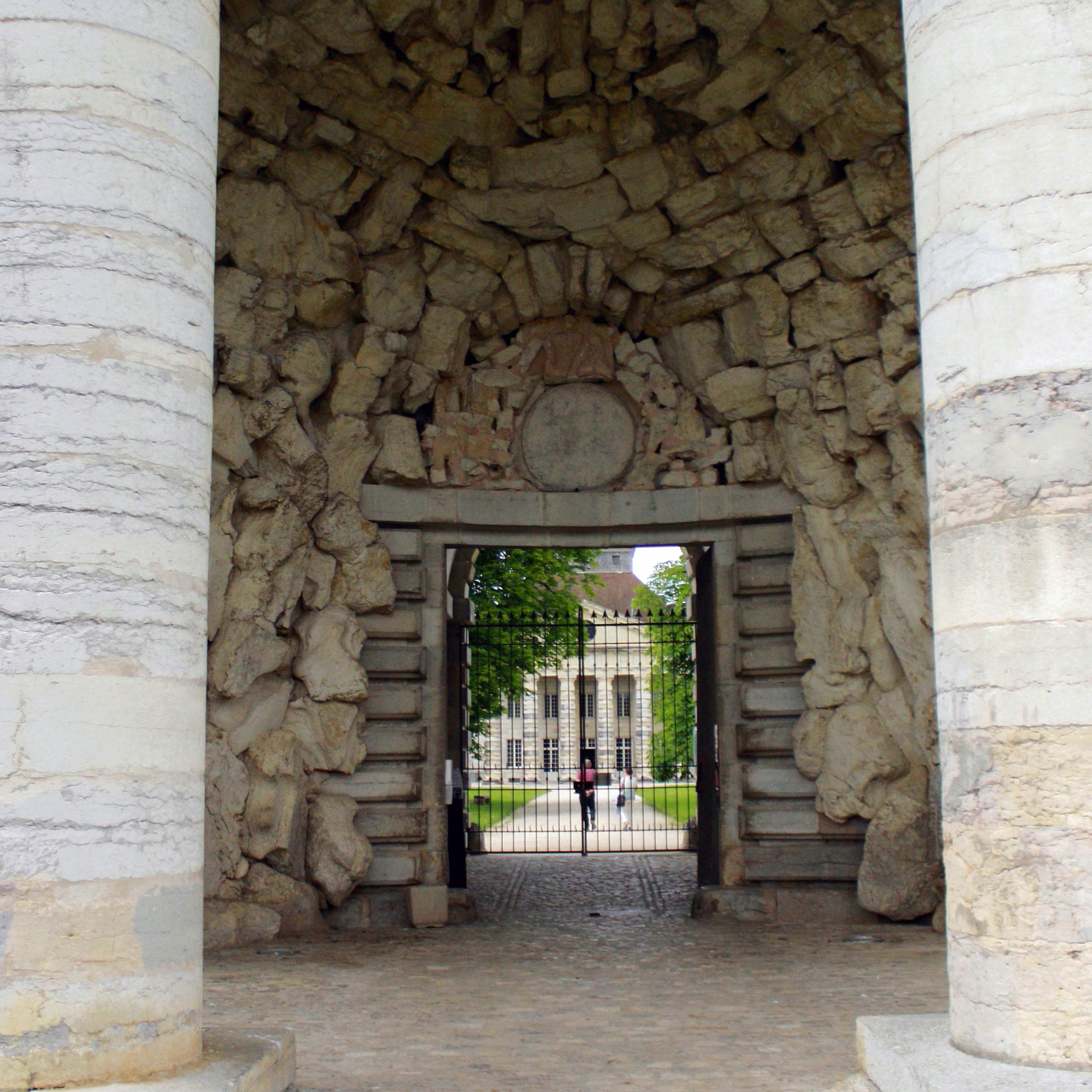
« Grotte » sous le péristyle du bâtiment d'entrée.

Il constitue l'unique entrée du site et répond au besoin de contrôler les entrées et les sorties. Il comportait un poste de garde, une prison, un lavoir et un four banal. Il sert aujourd'hui de librairie (à l'est) et  d'accueil (à l'ouest). Vers l'extérieur il est doté d'un péristyle composé de huit colonnes doriques. Sous le péristyle une «grotte» en cul-de-four ornée d'un ensemble de blocs de pierre brute, évoque les entrailles de la terre d'où l'on extrait le sel. Des urnes renversées d'où s'écoule la saumure en voie de cristallisation, un motif omniprésent dans l'ensemble des bâtiments, constitue la seule autre décoration. Au fond de la «grotte» se trouve une porte cochère dans l'axe de la maison du directeur. Au-dessus du linteau de cette porte un médaillon, sur lequel étaient peintes les armes royales, qui ont été effacées lors de la Révolution.

#### La maison du directeur
Comme tous les membres du personnel, le directeur vivait sur le site. Sa maison est située au centre du diamètre, d'où l'on peut surveiller l'ensemble des bâtiments. C'est pourquoi le fronton du bâtiment est percé d'un oculus. Il est doté d'un péristyle dont les colonnes doriques le distinguent immédiatement des autres bâtiments: leur fût est composé d'une alternance de pierres cylindriques et cubiques, qui assurent un jeu subtil d'ombre et de lumière. Le centre du bâtiment servait de chapelle à l'ensemble du personnel. L'escalier central et le péristyle faisaient fonction de nef pouvant accueillir la masse des fidèles, tandis qu'une galerie au-dessus de l'entrée permettait aux autorités de suivre l'office sans côtoyer les ouvriers. L'office était célébré sur le palier supérieur de l'escalier, dont le fond était occupé par une niche accueillant l'autel. De cet agencement ne subsiste actuellement que l'escalier central. Sous l'escalier un passage carrossable traverse l'édifice dans toute sa largeur de façon à permettre la circulation entre les bâtiments de fabrication du sel sans devoir affronter les intempéries.
Derrière la maison se trouve un petit bâtiment qui servait de remise et abritait les écuries de la direction. Son entrée est constituée d'une baie serlienne.

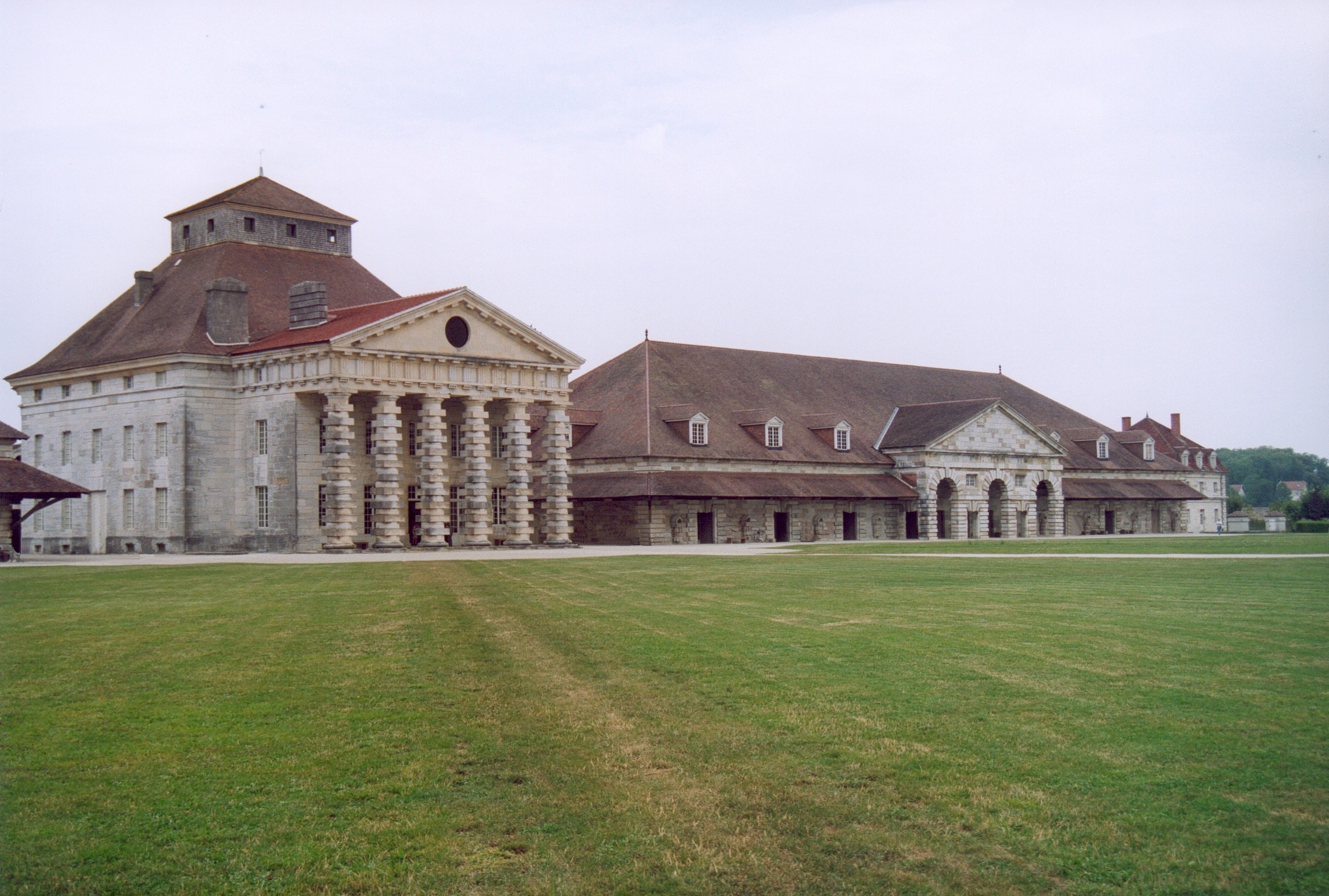
Pavillon du directeur et un atelier de fabrication.
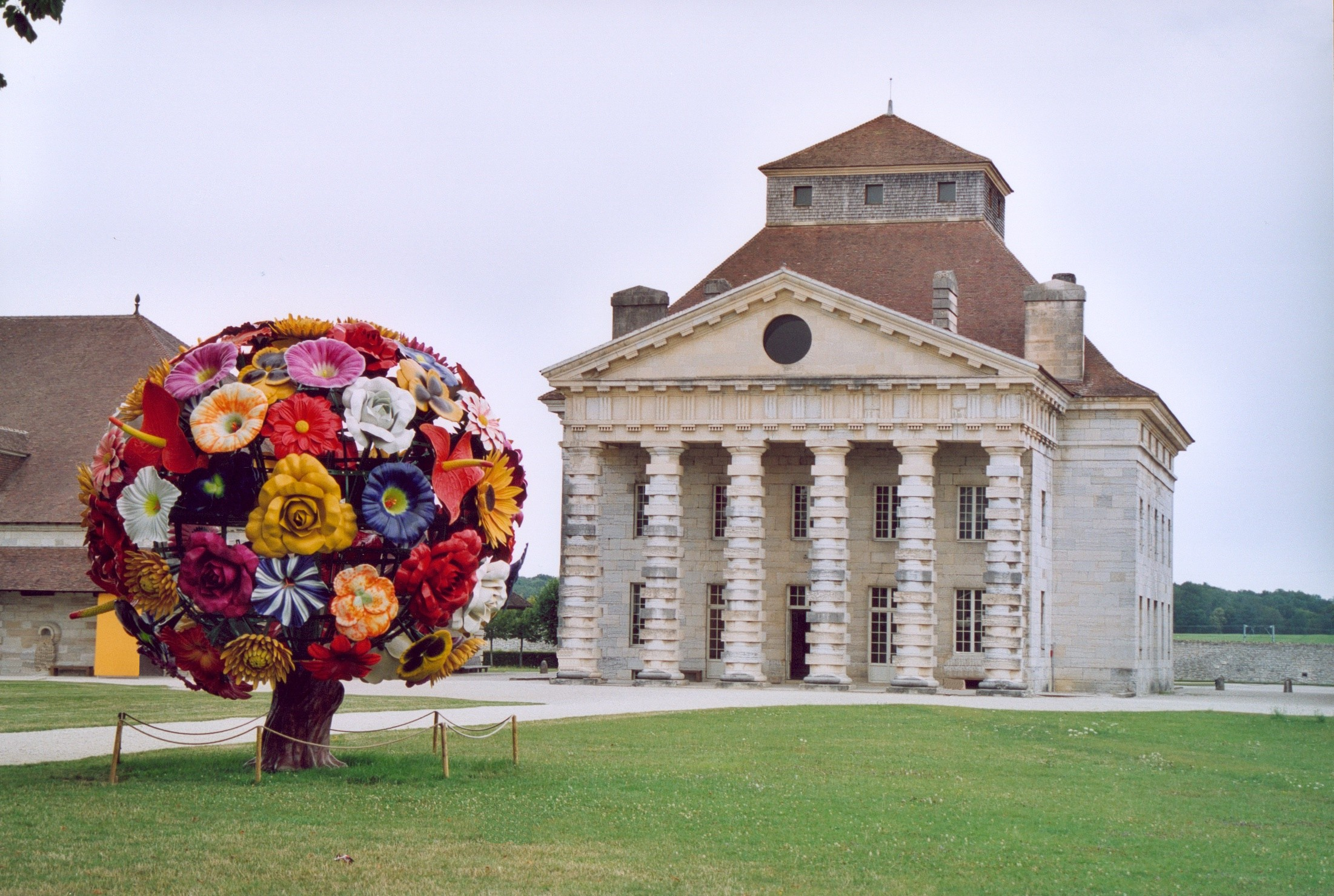
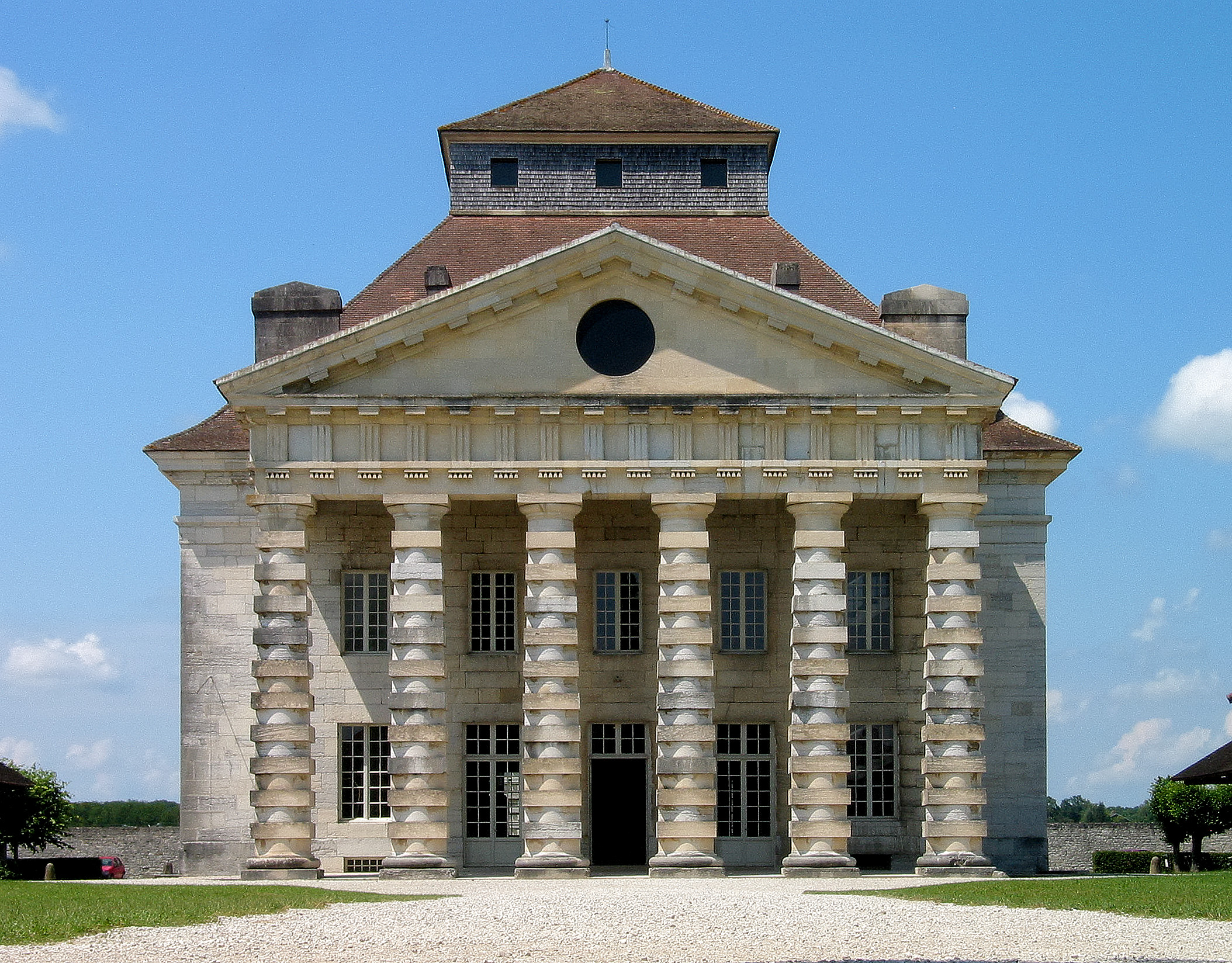
Vue de face.
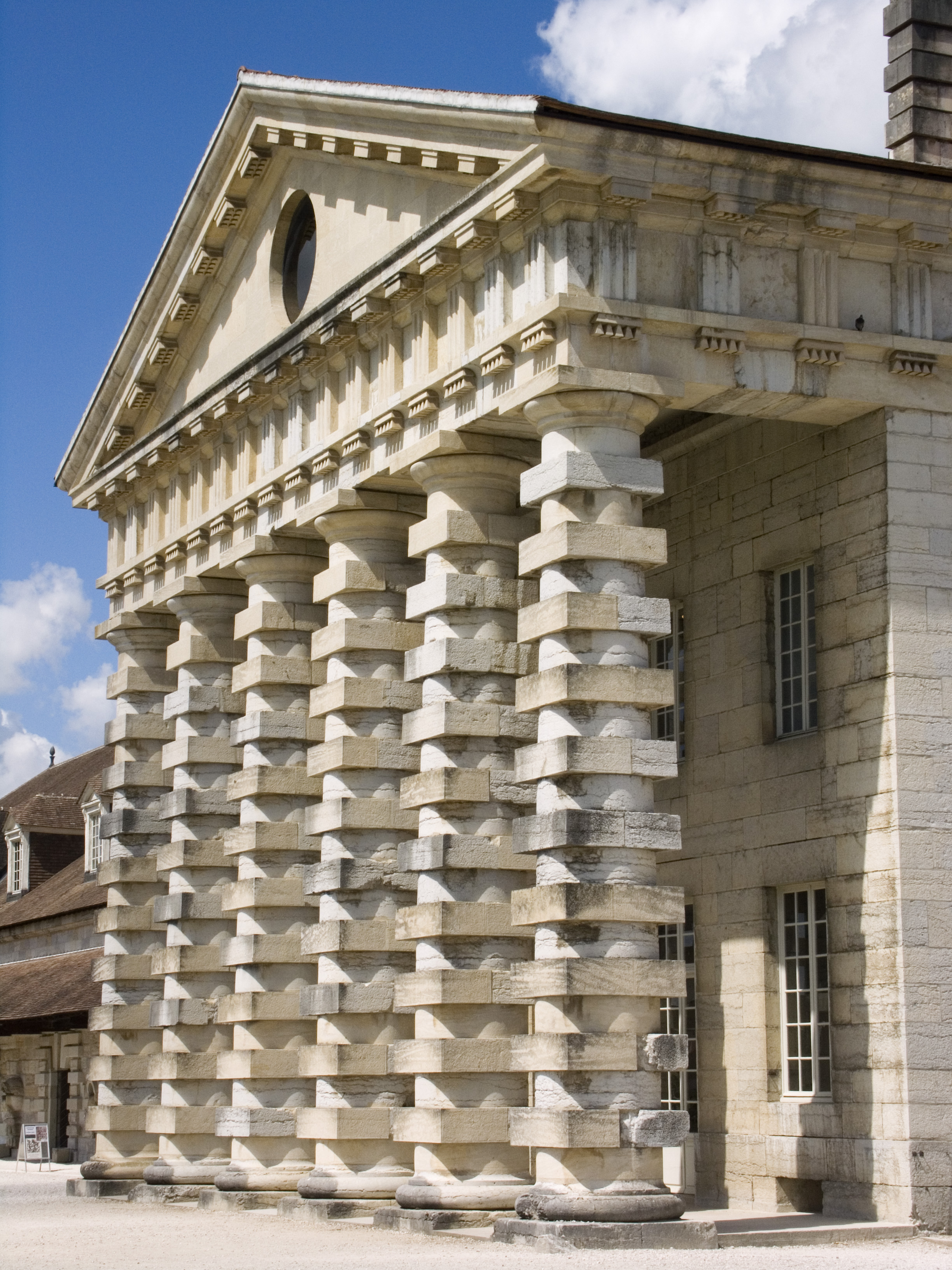
Portail de la maison du directeur.
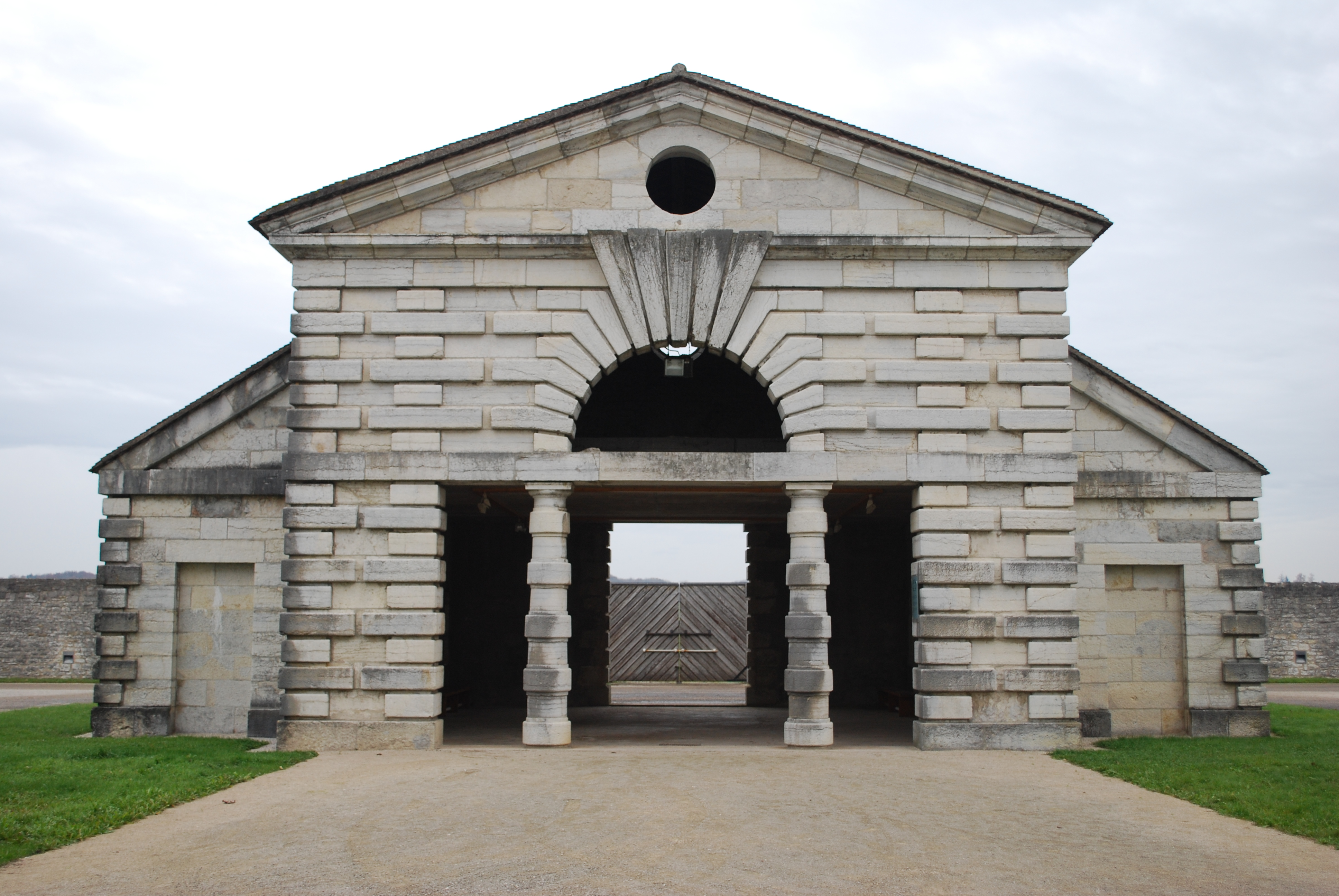
Remise et écurie du directeur.

#### Les bernes

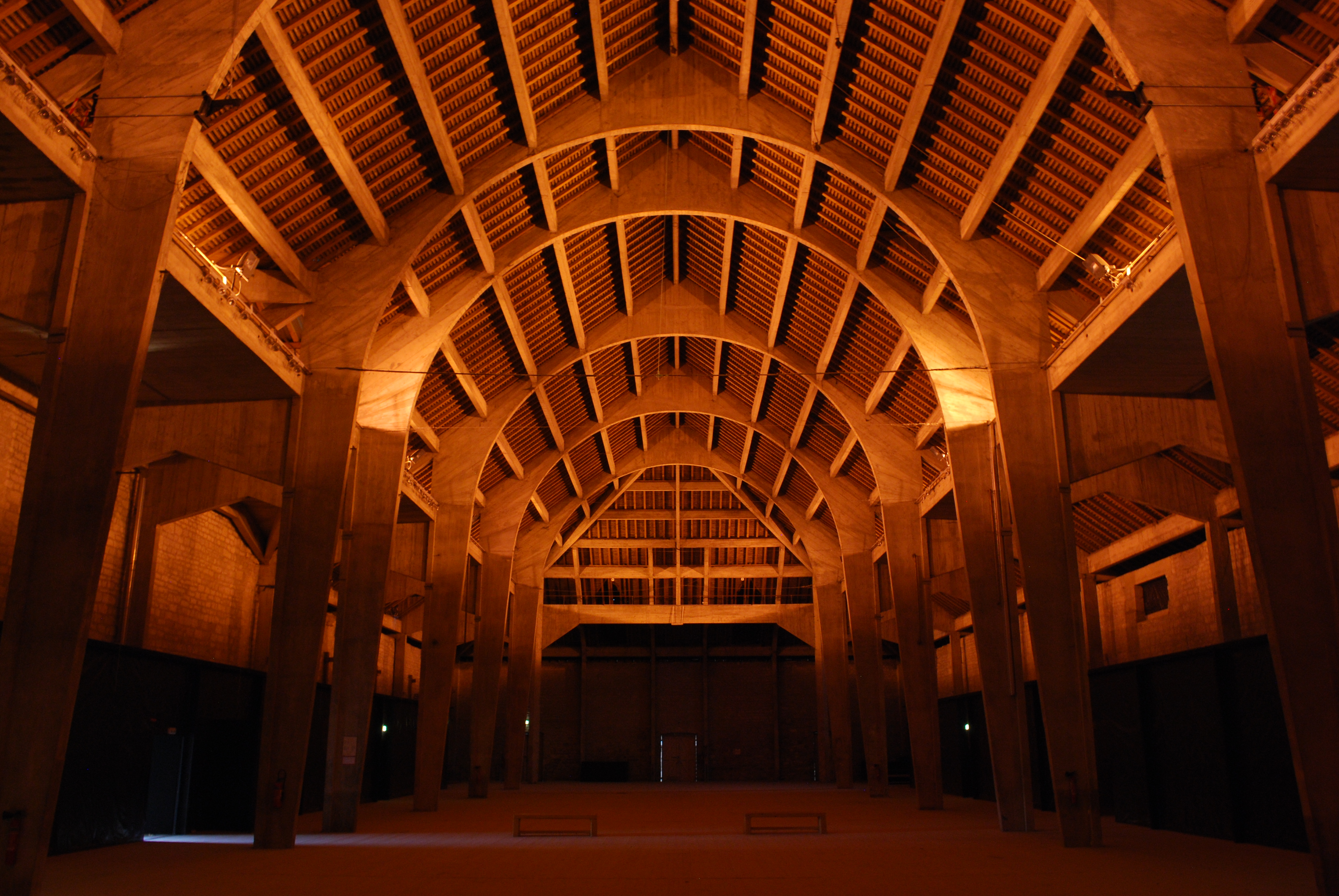
Structure en béton armé de l'intérieur des bernes

Les deux bâtiments situés de part et d'autre de la maison du directeur servaient à faire chauffer la saumure dans des poêles. Chaque bâtiment en comportait quatre. Ce processus (la cuite) durait quarante-huit heures. La cuite de la saumure dégageait une vapeur acide. La ventilation était assurée par des chiens-assis dans la toiture. La fumée des poêles était évacuée par des cheminées qui ont disparu. Comme les murs porteurs rongés par le sel ne supportaient plus le poids du toit, ce dernier fut remplacé en 1936 et l'intérieur doté d'une structure en béton armé.
Chaque bâtiment est doté d'un péristyle, moins impressionnant que celui de la maison du directeur. Sous un auvent qui protège la façade et permet de circuler à l'abri de la pluie, on retrouve à intervalles réguliers le motif emblématique du site, l'urne renversée laissant échapper de la saumure.

#### Les bâtiments des commis
Ils sont situés aux extrémités du diamètre du demi-cercle. Celui situé à l'est portait le nom de la gabelle, le nom de l'administration chargée de la perception de l'impôt sur le sel. La façade ces bâtiments, qui fait face au petit côté des bernes, est dotée d'une entrée en forme de baie serlienne.

#### Les berniers
Deux bâtiments symétriques situés aux extrémités de la demi-circonférence servaient à loger les ouvriers des bernes et leurs familles. Les ouvriers étaient ainsi au plus près de leur lieu de travail. De forme légèrement incurvée, comme les autres édifices disposés le long du demi-cercle, ils possèdent un plan tripartite. La partie centrale abritait un foyer  qui servait à la fois au chauffage et à la cuisine. Les deux ailes étaient dévolues au logement. Leurs façades sont scandées par des éléments de décoration très sobres: deux urnes renversées de part et d'autre d'une fenêtre à refends. Chaque aile était divisée en six chambres censées accueillir chacune quatre personnes. Certaines de ces chambres ne recevaient qu'une lumière du jour fort chiche par l'évasement d'une urne renversée.

#### La maréchalerie et la tonnellerie
Ces deux bâtiments sont situés de part et d'autre du bâtiment d'entrée. Leur agencement est le même que celui des berniers. La maréchalerie était l'endroit où l'on fabriquait et réparait principalement les poêles, et les cerclages des tonneaux. Quant à la tonnellerie, elle servait de lieu de fabrication et de stockage des tonneaux. Les ouvriers et leurs familles vivaient sur leur lieu de travail. La tonnellerie abrite un musée consacré à Claude-Nicolas Ledoux.

### Les jardins
Les jardins sur le pourtour extérieur de la Saline étaient autrefois cultivés par les habitants. Depuis quelques années, ils sont harmonisés avec un thème, et donnent lieu au Festival des Jardins, de juin à octobre. En 2013, ce thème est le théâtre. En 2014, il est "Jardins nomades".

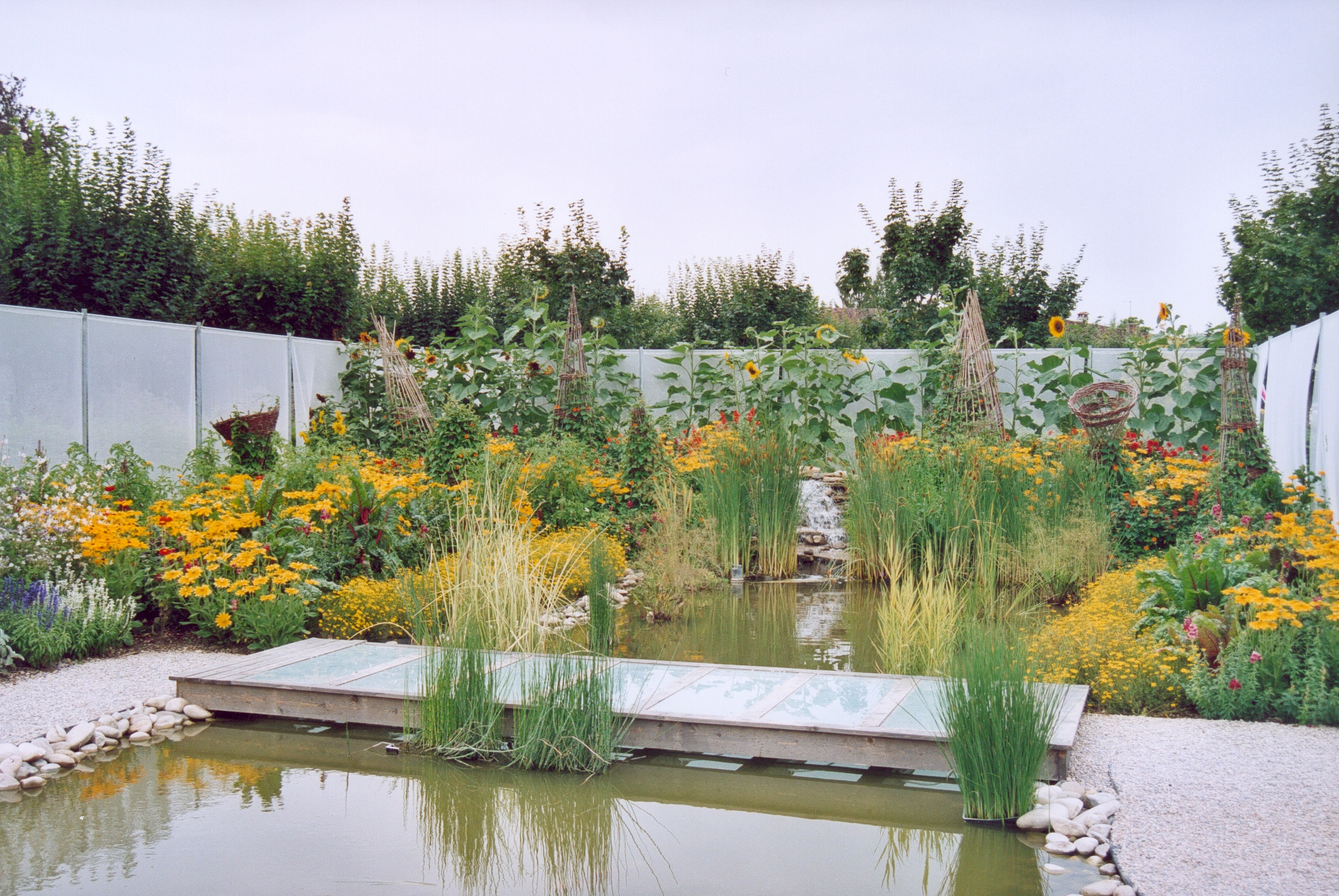
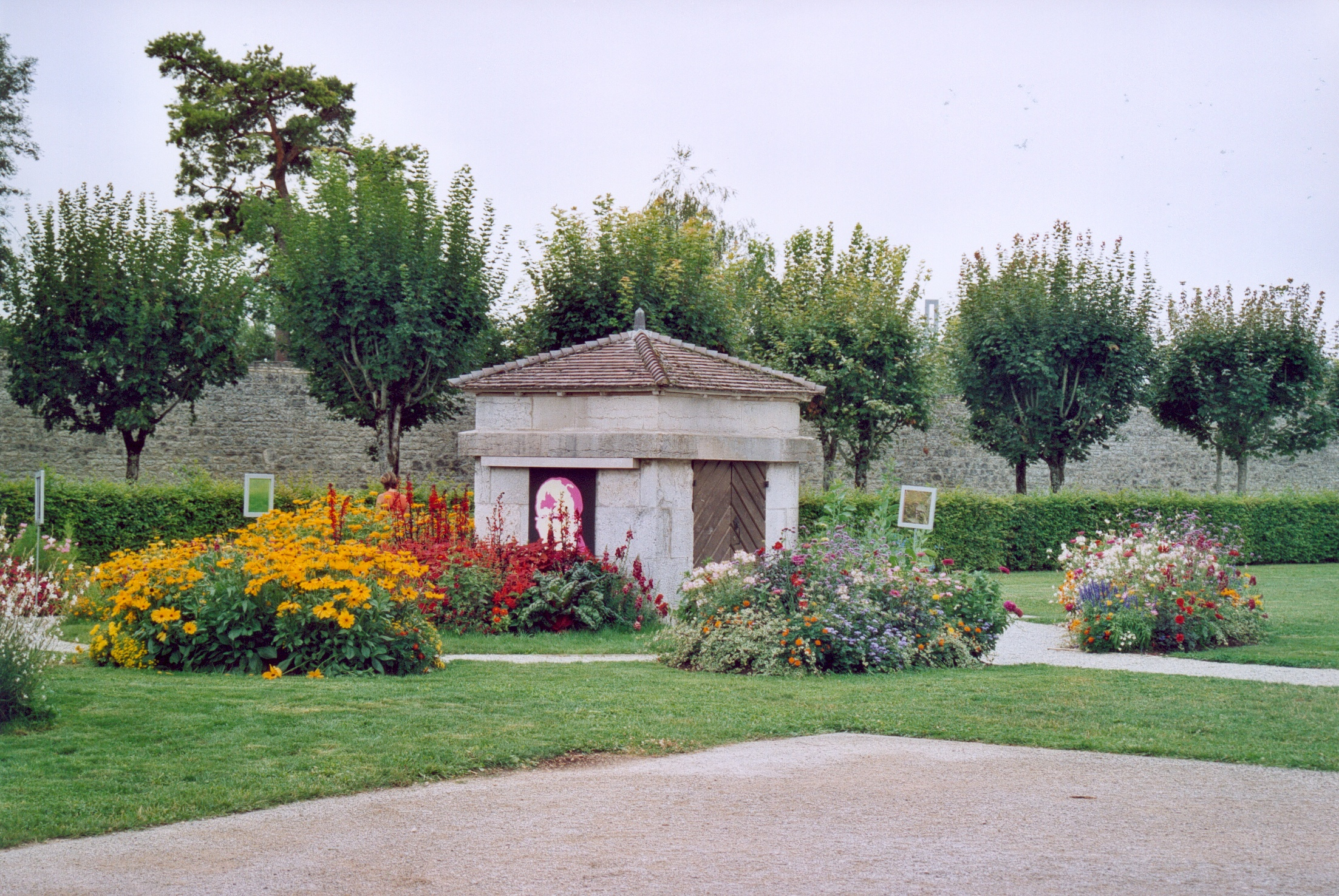
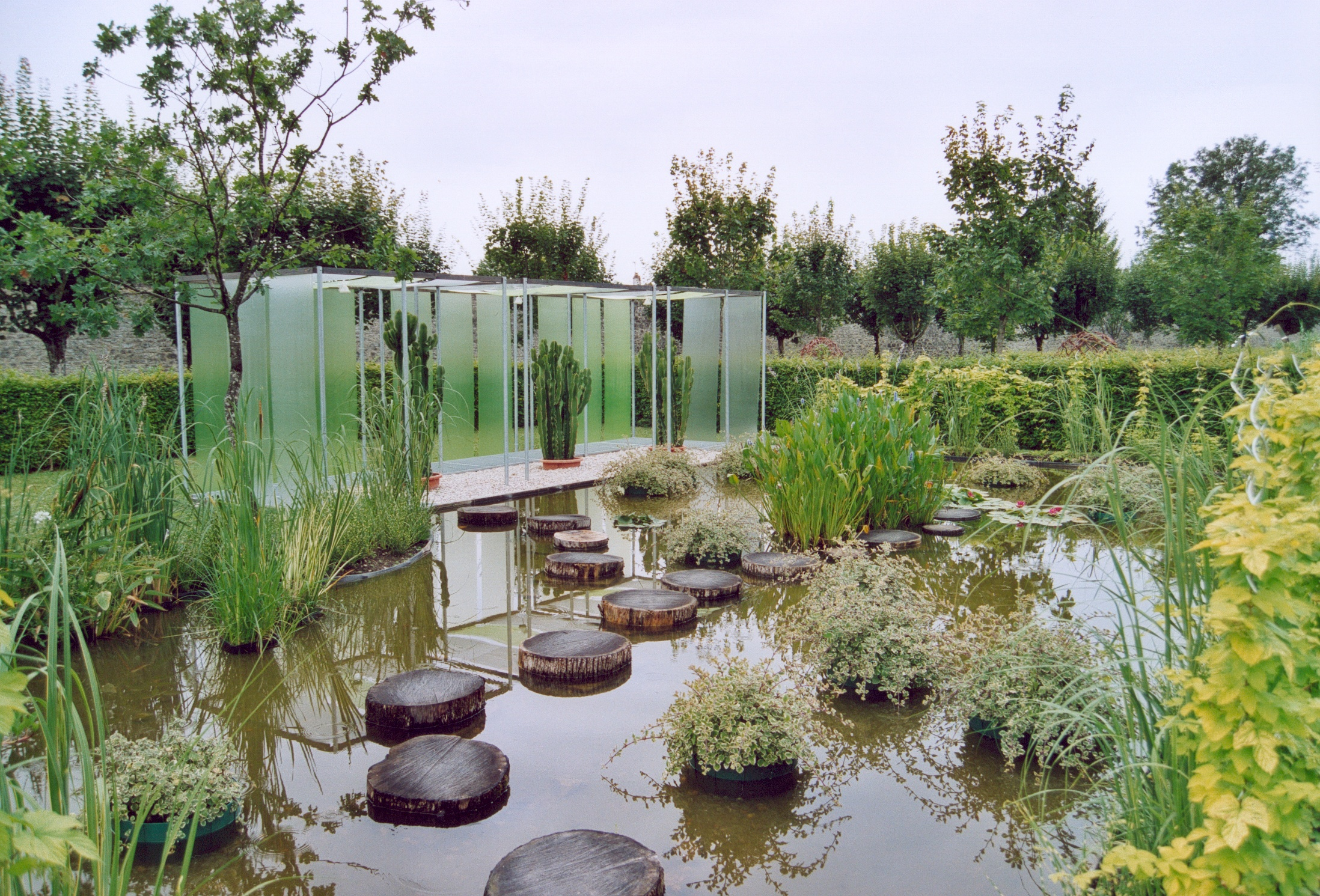

### Le style et la symbolique

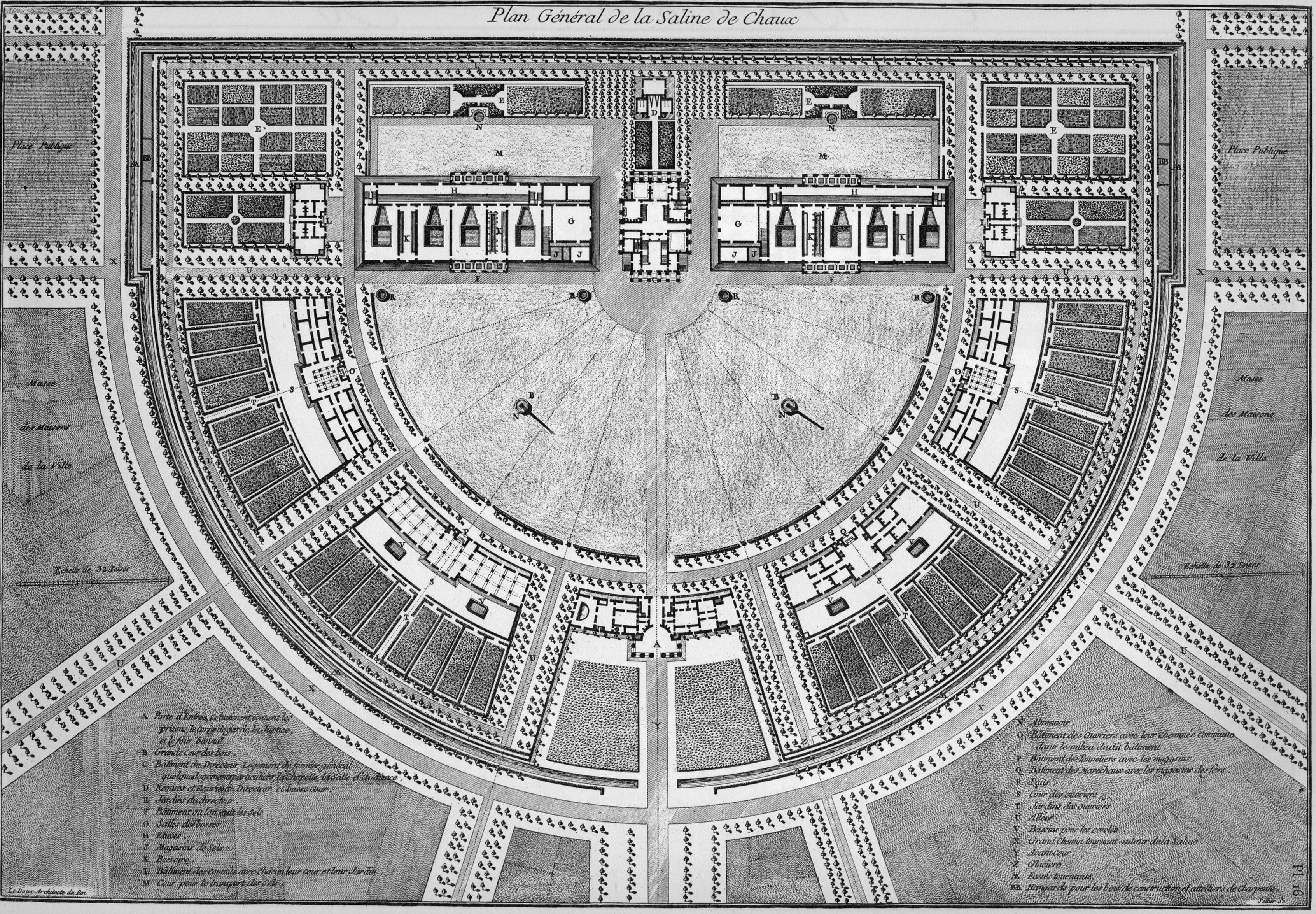
Plan d'ensemble (haute résolution).

Ledoux conçut l'ensemble architectural en forme de demi-cercle (370 mètres de diamètre), comprenant les installations techniques et les logements des ouvriers.
La maison du directeur avec son fronton et son péristyle imposait une certaine idée de l'ordre. Elle rappelle la villa Rotonda de Palladio, près de Vicence (Italie).
Emprisonné sous la Révolution, Ledoux imagine la cité idéale de Chaux, qui devait entourer la saline, projet qui restera dans les cartons de l'architecte tombé en disgrâce.

### La Saline et l'utopie
Nul doute que la Saline est l'expression de visions utopiques. Son demi-cercle parfait, l'alignement et la symétrie, quels que soient les points de vue, en font une œuvre architecturale idéaliste. De plus, la plénitude et l'indépendance qu'aurait pu acquérir une telle cité, logeant ses ouvriers, les nourrissant, leur offrant des activités, est une mise en pratique des utopies les plus ancestrales, comme celle de Thomas More (Utopia, 1516).

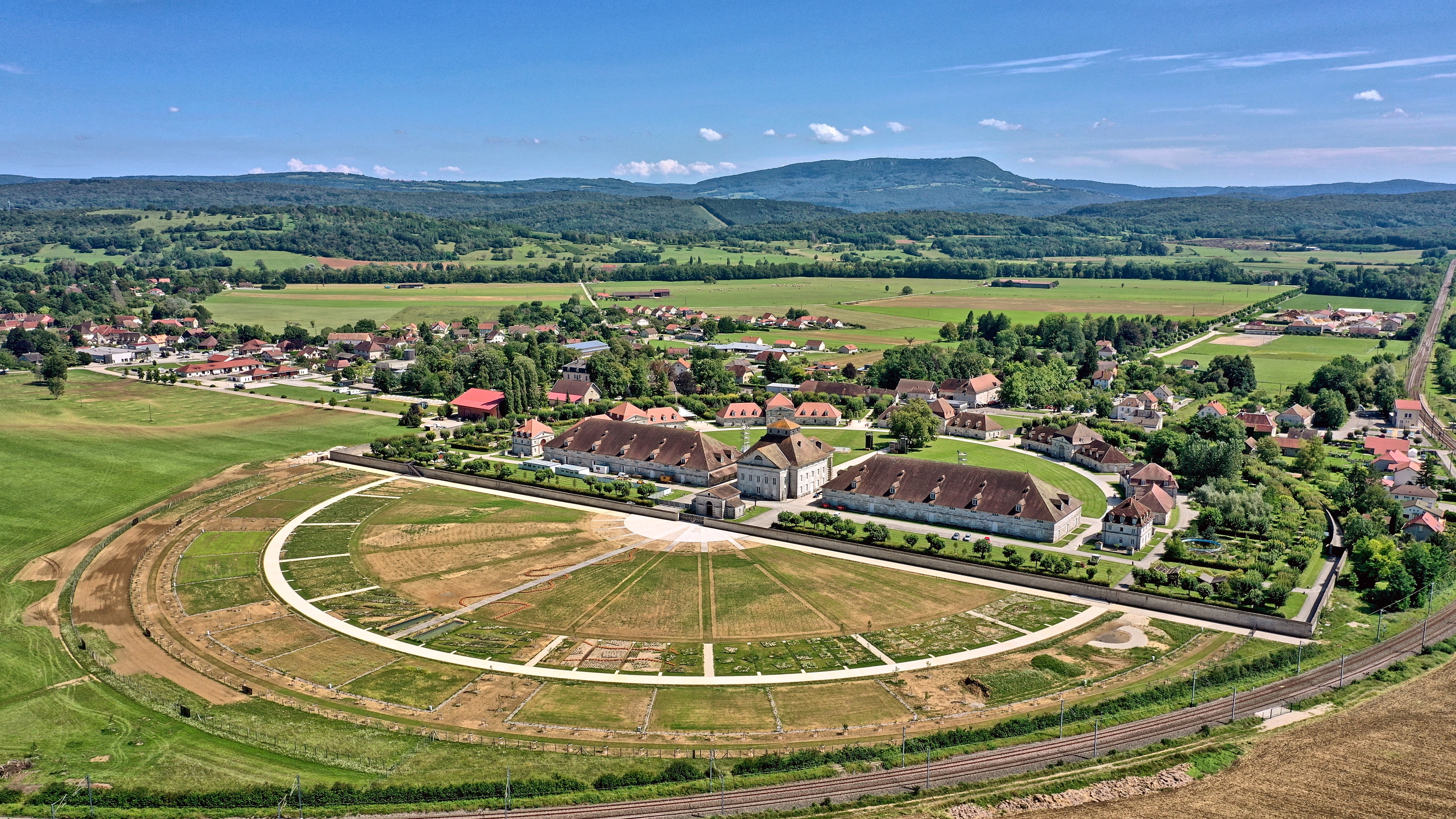
La complétion du cercle en août 2021.

### La complétion du cercle
Inspiré par la cité idéale de Chaux en forme de cercle, le projet « Un Cercle immense » est lancé en 2019 et vise à compléter le demi-cercle existant en créant un îlot de valorisation de la biodiversité et du végétal. En rendant visible le rêve de Nicolas Ledoux, le projet de l'agence Mayot et Toussaint associée à Gilles Clément propose de réaménager 13 hectares au nord des bâtiments existants pour y disposer 20 jardins et achever ainsi le cercle. Après la validation intervenue en juin 2020, les travaux sont en cours et doivent se terminer en 2022.